# Tristram Cary
Tristram Ogilvie Cary (Oxford, 14 mei 1925 - Adelaide, 24 april 2008) was een Brits/Australische componist.

## Carrière
Cary werd geboren in Oxford en studeerde aan de Dragon School in Oxford en de Westminster School in Londen. Hij was de derde zoon van een pianist en de in Ulster geboren romanschrijver Joyce Cary, auteur van Mister Johnson. Terwijl hij tijdens de Tweede Wereldoorlog als radaringenieur voor de Royal Navy werkte, ontwikkelde hij onafhankelijk zijn eigen concept van elektronische- en tapemuziek en wordt hij beschouwd als een van de vroegste pioniers van deze muzikale vormen.
Na de Tweede Wereldoorlog richtte hij een van de eerste elektronische muziekstudio's op en reisde hij later door Europa om een klein aantal andere vroege pioniers van elektronische muziek en compositie te ontmoeten. Hij studeerde kunst aan de Universiteit van Oxford en studeerde compositie, directie, piano, altviool en hoorn aan het Trinity College in Londen.
Met Peter Zinovieff en David Cockerell richtte hij Electronic Music Studios (London) Ltd op, dat de eerste commercieel verkrijgbare draagbare synthesizer EMS VCS 3 creëerde en vervolgens betrokken was bij de productie van zulke onderscheidende EMS-producten als de EMS Synthi 100.
In 1967 richtte hij een studio voor elektronische muziek op aan het Royal College of Music. Dit leidde in 1973 tot een uitnodiging van de Universiteit van Melbourne voor een lezingentournee, wat op zijn beurt leidde tot een uitnodiging om in 1974 Visiting Composer te worden aan de Universiteit van Adelaide. Hij bleef daar als docent tot 1986. Hij schreef ook muziek kritiek voor The Australian.

## Muziekwerken
Zijn concertwerken zijn onder meer een sonate voor gitaar (1959), Continuum voor tape (1969), de cantate Peccata Mundi (1972), Contours and Densities at First Hill voor orkest (1972), een nonet (1979), String Quartet No. 2 (1985) en The Dancing Girls voor orkest (1991).
Cary is ook vooral bekend om zijn film- en televisiemuziek. Hij schreef muziek voor de sciencefictiontelevisieserie Doctor Who (inclusief het eerste Dalek-verhaal), evenals de soundtrack voor de Ealing-komedie The Ladykillers (1955) van Alexander Mackendrick. Latere filmmuziek omvatte The Boy Who Stole a Million (1960), The Prince and The Pauper (1962), Sammy Going South (1963), Quatermass and the Pit (1967) en Blood from the Mummy's Tomb (1971), beide voor Hammer. Hij componeerde ook de soundtrack voor de ABC TV geanimeerde versie van A Christmas Carol en de kinderanimatiespecial Katya and the Nutcracker.
Cary was een van de eerste Britse componisten die met musique concrète werkte. In 1967 richtte hij de eerste elektronische muziekstudio van het Royal College of Music op. Hij bouwde er nog een in zijn huis in Suffolk, die hij naar Australië transporteerde toen hij daarheen emigreerde en nam het op in de Universiteit van Adelaide, waar hij tot 1986 als docent werkte.
Hij verzorgde het visuele ontwerp voor de EMS VCS3-synthesizer.

## Onderscheidingen
Cary won in 1977 de Albert H. Maggs Composition Award. Hij werd bekroond met de Medal of the Order of Australia in 1991 als erkenning voor zijn verdiensten voor muziek. Hij ontving ook de Lifetime Achievement Award 2005 van de Adelaide Critics' Circle voor zijn bijdrage aan muziek in Engeland en Australië.

## Overlijden
Tristram Cary overleed in april 2008 op 82-jarige leeftijd.

## Statistieken

### Film
- 1955: The Ladykillers
- 1957: Town on Trial
- 1957: Time Without Pity
- 1960: The Boy Who Stole a Million
- 1963: Sammy Going South
- 1963: Silent Playground
- 1964: Daylight Robbery
- 1967: Quatermass and the Pit
- 1968: Sebastian – Sputik Code
- 1971: Blood from the Mummy's Tomb

### Televisie
- 1963: Jane Eyre
- 1964: Madame Bovary
- 1964: Mill on the Floss
- 1964–1966: Doctor Who
- 1966: The Head Waiter
- 1968: The Million Pound Banknote
- 1972: A Christmas Carol

### Theater
- 1960: Macbeth Old Vic Theatre
- 1961: Henry IV, Pt.I Old Vic Theatre
- 1965: La Contessa (Druon, dir: Helpmann)
- 1965: Die Ballade von Peckham Rye Salzburg Festival
- 1967: Escalator Music and Centre Music EXPO 67, Montreal
- 1968: Hamlet Theatre Roundabout,
- 1968: Music for Light Olympia London
- 1969: 'H' (Wood) National Theatre
- 1984: Echoes till Sunset - 3 uur Open Air Entertainment, Adelaide Festival

### Radio
- 1959: The Children of Lir (Craig)
- 1960: La Machine Infernale (Cocteau)
- 1960: The End of Fear (Saurat)
- 1960: King Lear (Shakespeare)
- 1961: The Flight of the Wild Geese (Dillon)
- 1962: The Ballad of Peckham Rye (Spark)
- 1963: The Ha-Ha (Dawson)
- 1964: The Rhyme of the Flying Bomb (Peake)

### Orkest/kamermuziek
- 1972/76: Peccata Mundi voor koor, orkest, gesproken woord, vier nummers op tape
- 1976: Contours & Densities at First Hill - vijftien Landscapes voor orkest
- 1991: The Dancing Girls vier mobiles voor orkest
- 1991: Sevens Concertino voor Yamaha Disklavier en Strings
- 1993: Inside Stories voor kamerorkest en voorbespeelde cd
- 1955/1996: The Ladykillers Suite voor orkest

### Kamermuziek/solo
- 1959: Sonata for Guitar Alone
- 1955: Three Threes and One Make Ten Mixed decet
- 1955: Narcissus voor fluit en twee recorders
- 1955: Romantic Interiors voor viool, cello en tape
- 1955: Family Conference voor vier klarinetten
- 1955: Seeds Mixed Quintet
- 1955: String Quartet No. 2
- 1955: Rivers vier percussionisten en twee bandrecorders
- 1955: Black, White & Rose marimba en tape
- 1955: Strange Places piano solo
- 1955: Messages cello solo
- 1955: Through Glass Piano en electronica

### Zang
- 1973: Divertimento (1973) - voor Olivetti machines, 16 zangers en jazzdrummer
- 1979: Two Nativity Songs from the Piae Cantiones (arr.)
- 1980: I Am Here sopraan en tape
- 1993: Earth Hold Songs sopraan en piano
- 1959/1998: Songs for Maid Marian sopraan, piano

### Elektro-akoestiek - voor analoge tape
- 1955: Suite - the Japanese Fishermen
- 1967: 4 5 - A Study in Limited Resources
- 1967: Birth is Life is Power is Death is God is....
- 1969: Continuum
- 1972: Suite - Leviathan '99
- 1978: Steam Music

### Voor computer
- 1955: Nonet (1979)
- 1955: Soft Walls (1980)
- 1955: Trellises (1984)
- 1955: The Impossible Piano (1994)

### Boeken
- 1992: Dictionary of Musical Technology (ook bekend als Illustrated Compendium of Musical Technology)

- Bibsys: 90728669
- Biblioteca Nacional de España: XX4660444
- Bibliothèque nationale de France: cb14067159k (data)
- CiNii: DA06706792
- Gemeinsame Normdatei: 13426133X
- International Standard Name Identifier: 0000 0001 1567 8656
- Library of Congress Control Number: n81023056
- MusicBrainz: 4597859b-f43d-4e82-97f2-0633fbee6b82
- Nationale Bibliotheek van Tsjechië: xx0151912
- Nationale Bibliotheek van Israël: 987007436547105171
- Nederlandse Thesaurus van Auteursnamen: 095773622
- SNAC: w6992qks
- Système universitaire de documentation: 031333648
- Trove: 1286342
- Virtual International Authority File: 40587919
- WorldCat: E39PBJbM7HjYXQHxV8kF6qJqwC